# Miscela frigorifera
Una miscela frigorifera è una miscela eutettica utilizzata per mantenere valori di bassa temperatura senza la necessità di utilizzare macchine frigorifere. Viene ottenuta sfruttando soluzioni acquose di opportuni sali. 

## Funzionamento
Il principio sfruttato è il seguente: se a temperatura ambiente e a pressione atmosferica costante viene mescolato del ghiaccio tritato con un sale, quale ad esempio cloruro di sodio (NaCl), si viene e creare un sistema formato da due fasi solide (il ghiaccio e il sale) e una fase liquida rappresentata dalla soluzione formata dal sale discioltosi nella piccola quantità di acqua presente. Queste tre fasi non possono contemporaneamente coesistere a temperatura ambiente, per essere in equilibrio il sistema dovrebbe essere costituito da una fase liquida omogenea (acqua contenente ioni del sale). Il sistema comincia quindi a formare una fase liquida con il ghiaccio che fonde sciogliendo il sale.
La fusione è un processo endotermico, cioè richiede calore dall'ambiente circostante. Se sono state mescolate le opportune quantità di ghiaccio e sale, il ghiaccio continua a fondersi fino al raggiungimento della temperatura di −21,3 °C. Questa è la temperatura eutettica, e a questo valore di temperatura ghiaccio, sale e soluzione di acqua e sale sono all'equilibrio. Raggiunta la temperatura eutettica, nella quale le tre fasi sono in condizione di equilibrio, il sistema è invariante (ν = c + 1 − f = 2 + 1 − 3 = 0, ricordando che il parametro pressione è già fissato sul valore atmosferico costante) e mantiene un valore costante di temperatura fino a quando non viene fuso tutto il ghiaccio o sciolto tutto il sale. Quando è verificata una di queste condizioni il sistema non è più invariante e quindi la sua temperatura tende ad aumentare fino al raggiungimento della temperatura ambiente.
Mescolando adatte quantità di ghiaccio e sale è possibile formare miscele frigorifere efficienti e con una buona durata nel tempo (arco di ore). 

## Esempi di miscele frigorifere
La tabella seguente mostra alcune comuni miscele frigorifere acquose.
| Soluto | Composizione dell'eutettico (g soluto per 100 g di solvente) | Temperatura eutettica (°C) |
| ------ | ------------------------------------------------------------ | -------------------------- |
| KCl    | 24,5                                                         | −10,7                      |
| NH4NO3 | 60                                                           | −13,6                      |
| NH4Cl  | 20                                                           | −15,4                      |
| NaCl   | 35                                                           | −21,3                      |
| MgCl2  | 21                                                           | −33                        |
| CaCl2  | 48                                                           | −51                        |